# リーヒ (ミサイル巡洋艦)
| USS Leahy (CG-16) | |
| 艦歴              | |
| 発注              | |
| 起工              | 1959年12月3日 |
| 進水              | 1961年7月1日 |
| 就役              | 1962年8月4日 |
| 退役              | 1993年10月1日 |
| その後            | |
| 除籍              | 1993年10月1日 |
| 性能諸元          | |
| 排水量            | 5,912トン |
| 全長              | 533 ft |
| 全幅              | 55 ft |
| 吃水              | 21 ft |
| 機関              | ギヤード蒸気タービン2基2軸 4缶、85,000 shp |
| 最大速            | 32ノット |
| 航続距離          | 8,000海里（20ノット時） |
| 乗員              | 士官37名、兵員408名 |
| 兵装              | ハープーンSSM4連装発射機 2基 テリアSAM連装発射機 2基 （近代化改装時に撤去） スタンダードER SAM連装発射機 2基 （近代化改装時に装備） アスロックSUM8連装発射機 1基 50口径76mm連装両用砲 2基 （1980年代に撤去） 76口径20mmファランクスCIWS 2基 （1980年代に装備） 324mm3連装短魚雷発射管 2基 |
| 搭載機            | |
| モットー          | Prompta et parata, "Forward and prepared" |

リーヒ (USS Leahy, DLG/CG-16) は、アメリカ海軍のミサイル巡洋艦。リーヒ級ミサイル巡洋艦の1番艦。艦名はウィリアム・D・リーヒ海軍元帥に因んで命名された。

## 艦歴
リーヒは1959年12月3日にメイン州バスのバス鉄工所で起工し、1961年7月1日にモーリーン・マンスフィールド（モンタナ州選出上院議員、上院院内総務マイケル・J・マンスフィールドの妻）によって進水、1962年8月4日に初代艦長ロバート・L・ボーハン大佐の指揮下就役した。
カリブ海での整調航海後、リーヒは1963年9月19日にボストンを出航し、サウスカロライナ州チャールストンに向かう。チャールストンでは第6巡洋艦駆逐艦艦隊指揮官のE・E・グリム少将がリーヒを旗艦に決定した。その後はジャクソンヴィル作戦海域で訓練を行い、11月に母港に帰港した後カリブ海での対空演習に参加する
1964年1月2日にリーヒは再びカリブ海に向かい、ミサイル訓練を2月26日まで行う。4月1日から10日まで揚陸演習「クイックキック V Quick Kick V」に参加し、6月1日に第6駆逐艦隊に配属された。
リーヒは第6艦隊と共にフォレスタル (USS Forrestal, CVA-59) の高速空母任務群に加わり、7月17日に出航し統合艦隊演習に参加する。演習「メランディックス - 64 MEDLANDEX-64」は、バレアレス諸島とサルデーニャの間で行われた。その後単艦での訓練を地中海東部で行った後、9月22日にイタリアのナポリを出航しNATOの合同演習「フォーレックス - 64 FALLEX-64」に参加する。10月26日にナポリに帰還し、11月には「プープデック - IV POOPDECK-IV」に参加、同演習は第60任務群の約40隻の艦艇と共にスペインの沖合で行われた。
リーヒは12月2日にスペインのバルセロナを補給のため出発し、12月14日に第6艦隊での32,750マイルの航行を達成した。12月22日にチャールストンに到着し、テリアミサイルの広範囲な評価試験を開始する。テストは翌年9月に完了する。その間の1965年4月28日から5月7日まで、ドミニカ共和国への攻撃および部隊支援任務に参加した。
リーヒは12月1日に地中海に向けてチャールストンを出航し、マヨルカ島でウィリアム・V・プラット (USS William V. Pratt, DLG-13) と任務を交代した。この二度目の第6艦隊配備期間にリーヒは地中海で対潜水艦、砲術および対空演習を行い、同様にNATO同盟国支援の艦艇戦術行動に従事した。
リーヒは1966年4月8日にチャールストンへ帰港する。6月から7月にかけて約60名の海軍兵学校生を乗艦させ、アナポリスから訓練巡航に出航し大西洋岸沿いおよびカリブ海の港を訪れた。その後リーヒは南アメリカ諸国との共同演習、「オペレーション・ユニタス VII operation UNITAS VII」に参加し指揮艦の役割を果たす。リーヒは9月前半にパナマ運河を通過し、10月後半にはマゼラン海峡を通過した。
共同演習は12月6日に完了し、リーヒは12月15日にチャールストンに帰還する。その後近代化改装のためフィラデルフィア海軍造船所に向かい1967年1月27日に到着、2月18日に予備役となる。一年以上にもわたる改装でリーヒは新たな対空、対潜水艦戦用の新型機材を装備した。1968年5月4日に再就役しそれらの機材の試験を行う。8月18日にフィラデルフィアを出航し、3日後に新たな母港のノーフォークに到着した。
リーヒは CG-16 に艦種変更された後、1993年10月1日に退役し、同日除籍された。2004年6月21日、ボーモント予備役艦隊入りするため牽引された。
リーヒはスクラップとして売却され、2004年11月にテキサス州ブラウンズビルのインターナショナル・シップブレーキング社で解体作業が行われた。